# Zasole
Zasole – wieś w Polsce położona w województwie małopolskim, w powiecie oświęcimskim, w gminie Brzeszcze.
| SIMC    | Nazwa   | Rodzaj    |
| ------- | ------- | --------- |
| 0213339 | Dół     | część wsi |
| 0213345 | Góra    | część wsi |
| 0213351 | Kąt     | część wsi |
| 0213368 | Szpady  | część wsi |
| 0213374 | Wrotnów | część wsi |

## Historia
Nazwa miejscowości odnosi się do rzeki Soły i w języku polskim oznacza miejsce leżące za Sołą czyli Zasole.
Wieś wymieniona w XIX wieku w Słowniku geograficznym Królestwa Polskiego jako Zasole lub Zasolany w grupie trzech wólek czyli osad założonych na surowym korzeniu z zastosowaniem dla jej nowych mieszkańców ulgi na zagospodarowanie.
Według słownika pod koniec XIX wieku w miejscowość przynależała do Łęk. Było w niej 36 domów oraz zamieszkiwało ją 176 mieszkańców w tym 91 mężczyzn i 85 kobiet. Zasole usamodzielniło się od Łęk 17 lipca 1953 jako nowa gromada w gminie Kęty.
W latach 1975–1998 miejscowość administracyjnie należała do województwa katowickiego.